# Luc Manogho
Luc Manogho (10 de enero de 1991) es un deportista gabonés que compite en judo. Ganó una medalla de bronce en los Juegos Panafricanos de 2019, y una medalla de bronce en el Campeonato Africano de Judo de 2020.

## Palmarés internacional
| Juegos Panafricanos | Juegos Panafricanos       | Juegos Panafricanos | Juegos Panafricanos |
| Año                 | Lugar                     | Medalla             | Categoría           |
| ------------------- | ------------------------- | ------------------- | ------------------- |
| 2019                | Rabat (Marruecos)         | Medalla de bronce   | –100 kg             |
| Campeonato Africano |                           |                     |                     |
| Año                 | Lugar                     | Medalla             | Categoría           |
| 2020                | Antananarivo (Madagascar) | Medalla de bronce   | –100 kg             |